# Борочиче
Боро́чиче (укр. Борочиче) — село на Украине, находится в Марьяновской поселковой общине Луцкого района Волынской области.

## История
В 1900 году являлось селом Владимир-Волынского уезда Волынской губернии Российской империи с населением 874 человека, в котором насчитывалось 139 домов и две церкви.
В июле 1995 года Кабинет министров Украины утвердил решение о приватизации находившегося здесь совхоза.
Население по переписи 2001 года составляло 1 339 человек.